# Велян Селечки
Велян Селечки е български архитект и строител от края на XVIII - началото на XIX век, представител на Дебърската художествена школа.

## Биография
Роден е в дебърското село Селце, Западна Македония. Велян е автор на много сгради из Македония и Албания. Видни негови произведения са палатите на Махмуд паша в Шкодра и Охридският конак. Сред учениците му известен майстор е Кипро от Росоки (? – 1845).
Умира около 1820 година.